# BS-2X
BS-2Xは、ゆり2号bの予備衛星として1990年2月22日にアリアン4ロケットにより打ち上げられた静止放送衛星である。この打ち上げはロケットの不調によって失敗しBS-2Xは失われた。
本衛星は、米国コムサット社の子会社であるサテライト・テレビジョン社(STC)が発注し、ゼネラル・エレクトリック(GE)社により2機が製造された。その後、コムサット社の事業撤退により、衛星の打ち上げがキャンセルされGE社の倉庫に保管されていた。
そのうちの1機がNHKの発注によりゆり2号aの代替機BS-2Xに改修された。
なお、GEが保管していた残りの1機の同型機もNHKの発注によりBS-3Hとして改修された。これはBS-2Xの後に打ち上げられたBS-3aが打ち上げ直後に電力供給システムに不具合がみられたことから、衛星放送の安定化に向けて追加の予備機を確保する必要があったことによる措置である。なおBS-3Hもまた打ち上げロケットの不具合のため軌道に達しなかった。